# Craigslist
Craigslist（クレイグスリスト）は、アメリカ合衆国カリフォルニア州サンフランシスコのCraigslist Inc.により運営されるクラシファイドコミュニティサイト。1995年にクレイグ・ニューマークにより開始し、サンフランシスコ・ベイエリアのローカル情報を交換するためのサイトとして開設された。
その後、ボストン、シカゴ、ロサンゼルス、ニューヨークなど他の都市向けのサイトが次々と開設され、2009年4月現在、およそ世界50か国、570都市向けのサイトを擁している。2009年時点で28人の従業員を擁す。2008年5月よりスペイン語、フランス語、イタリア語、ドイツ語、ポルトガル語に対応した。。

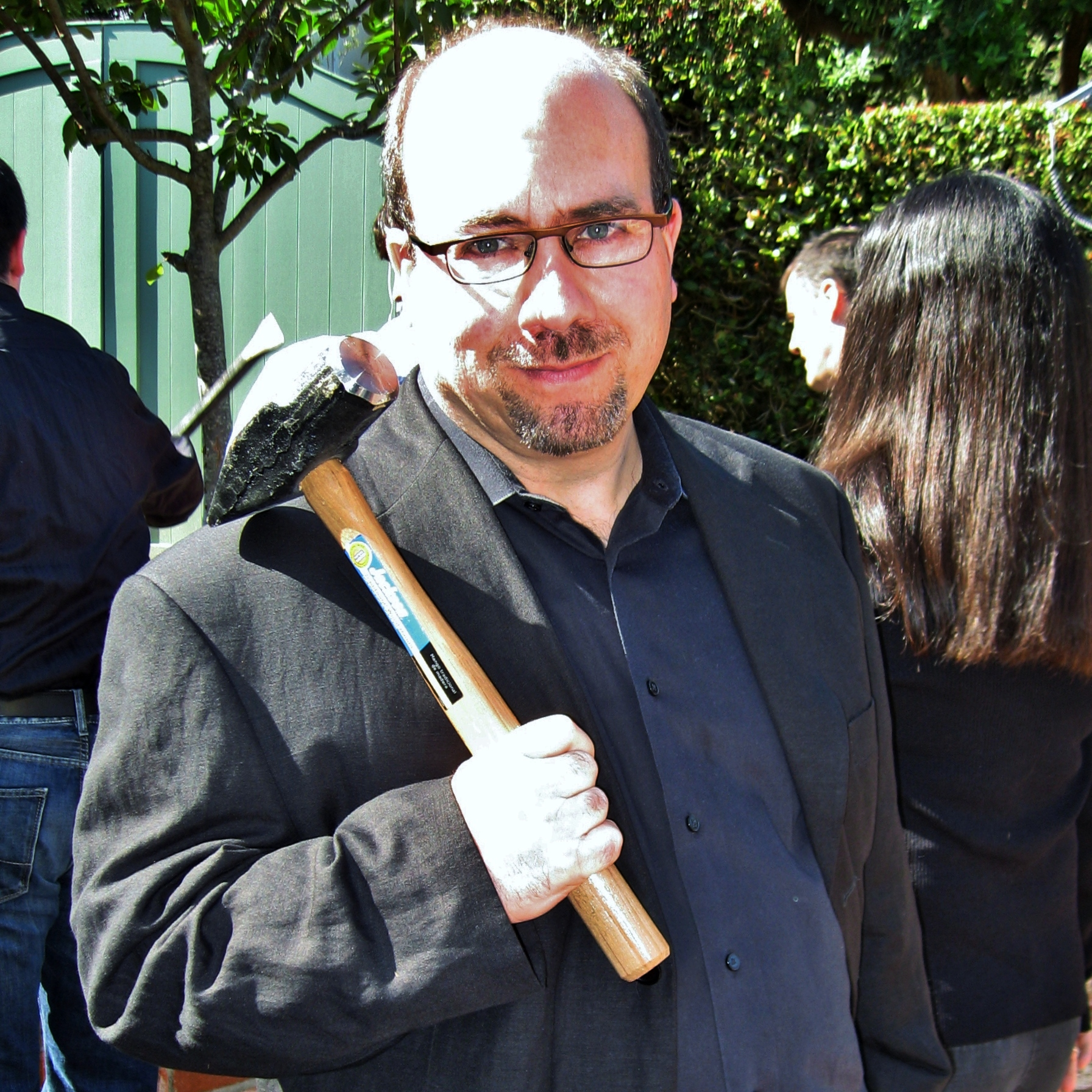
クレイグ・ニューマーク

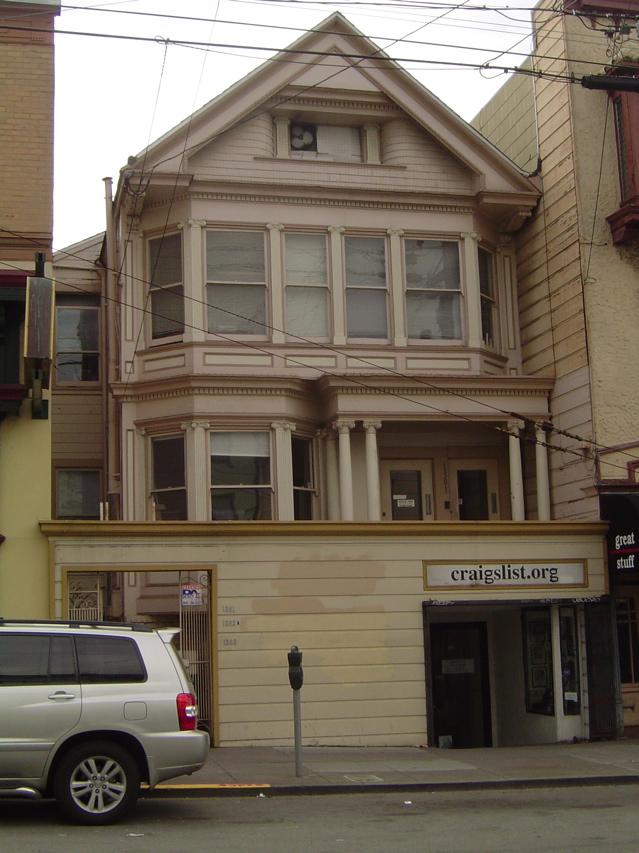
サンフランシスコ、サンセット地区にある本部

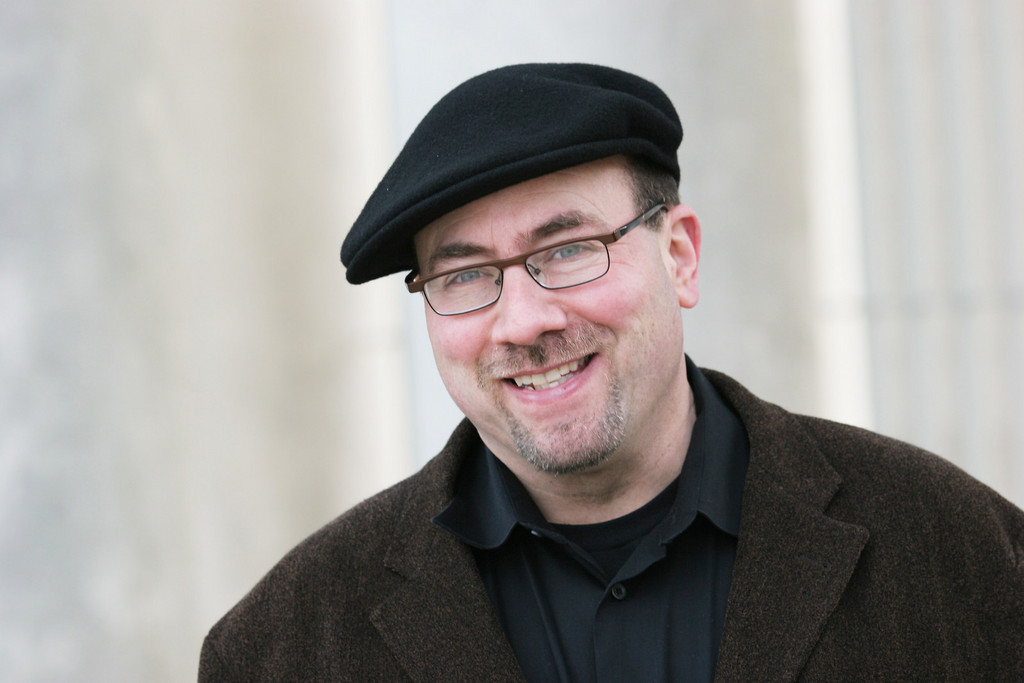
創業者であるクレイグ・ニューマーク（2006年）

## 特徴
毎月20億ページビューを超えるアクセスがあり、毎月8000万件以上の広告が投稿されている。クラシファイドを扱うどの分野においても最大手であり、毎月200万件以上の求人広告が登録される世界最大手の求人サイトの一つでもある。2011年10月までにクレイグスリストに登録されたアメリカ国内23都市のページにおいては、"販売"と"不動産"のセクションだけで一日あたり30万人以上の投稿を受け取っている。
創業以来、デザインの変更などはわずかであり、最小限のCSSとJavaScriptを用いたサイトの構成はとても単純である。求人、不動産、出会い、個人広告、ギグ、履歴書、会議などのフォーラムがある。

### フラグ付け
不法行為や不適切な投稿を識別する機能があり、利用者はガイドラインに違反していると判断した場合、アカウントの有無やログイン状況を問わずその投稿にフラグ付けができる。一定数のフラグが立つとサイトからの除外対象となり、除外対象フラグ数は非公開である。フラグには「板違い」、「禁止行為」、「スパム/過剰投稿」の3種類あり、フラグ付与者は偏見や選好、利用規約の誤解などによりフラグ付けをする。異なるISPによる個人の荒らし行為の一環としてフラグが利用されることもある。フラグを理解するために非公式のFAQやフォーラムで確認ができるが、悪質な返答をする利用者により相談所の有用性が傷つけられている。

### 出会い系
長年にわたり、デートやセックス相手の仲介サイトとして人気であり、このセクションにおいては「精神的付き合い」、「デート/恋愛」、「割り切り」などがある。
在住地域の交際相手を探すのに困難である同性愛者にとっては、無料で利便性が高かったことから人気が高い。
2005年にサンフランシスコの「同性（男）求む」のセクションは世界で2番目に梅毒感染を助長するページと認定された。サンフランシスコ公衆衛生当局から圧力がかかった運営元は、最小限のスタッフで運営しており利用者は自己責任で利用してほしいとサイト内で呼びかけ、サンフランシスコ市立病院と性感染症フォーラムのリンクを加えた。
成人向け（以前は"性的"）フォーラムは最初は特別待遇で始まったが、広告が売春を助長するという非難や論争が続き、2010年9月4日にサービス終了した。

## 批判
2005年7月、サンフランシスコ・クロニクルはCraigslistが犬のブリーダーからの広告を許可し、ベイエリアにおけるピットブルの過剰繁殖と不審な売買の原因になっているとされると批判した。
2006年1月、『San Francisco Bay Guardian』はCraigslistが地方に進出する際、その地域の他の新聞社を排除しようとしているという内容の記事を発行した。この記事では「Craigslistは、地方に進出して、品々を安い価格で売る際地方の小さな企業をつぶしているウォルマートと同類である」とされている。
サイト内のアダルト情報コーナーが売春の温床になっているとの批判が存在し、2007年8月にアトランタ市長であるシャーリー・クラーク・フランクリンは、Craigslistの広告を通して、知らないうちに児童売春に加担しないよう呼びかける内容のメッセージを掲載した。
また、加入者側のリテラシーの問題でもあるが、プロフィールから推測できる「女性や老人が一人で営む店」が相次いで強盗や性的暴行に遭うなど、店舗経営者が過剰に個人情報を不特定多数に開示してしまうことの問題も指摘されている。

## その他
2009年6月、アメリカの替え歌歌手アル・ヤンコビックがCraigslistを皮肉った曲『Craigslist』をリリースしている。